# Melchow
Melchow es un municipio del distrito de Barnim, en Brandeburgo (Alemania).
- Datos: Q560203
- Multimedia: Melchow / Q560203

1. ↑  Worldpostalcodes.org, código postal n.º 16230.